# Diocesi di Tinisa di Proconsolare
La diocesi di Tinisa di Proconsolare (in latino Dioecesis Tinisensis in Proconsulari) è una sede soppressa e sede titolare della Chiesa cattolica.

## Storia
Tinisa di Proconsolare, identificabile con Ras Jebel, governatorato di Biserta, in Tunisia, è un'antica sede episcopale della provincia romana dell'Africa Proconsolare, il cui primate era il vescovo di Cartagine.
Sono tre i vescovi documentati di Tinisa di Proconsolare. Venanzio prese parte al concilio di Cartagine convocato il 1º settembre 256 da san Cipriano per discutere della questione relativa alla validità del battesimo amministrato dagli eretici, e figura al 49º posto nelle Sententiae episcoporum.
Il cattolico Valerio intervenne alla conferenza di Cartagine del 411, che vide riuniti assieme i vescovi cattolici e donatisti dell'Africa romana; in quell'occasione la sede non aveva vescovi donatisti. Questo vescovo potrebbe essere identificato con l'omonimo prelato, indicato senza sede di appartenenza, che fu incaricato, nel concilio cartaginese del 401, di occuparsi dell'elezione del nuovo vescovo di Ippona Zarito.
Il nome di Dalmazio appare al 32º posto nella lista dei vescovi della Proconsolare convocati a Cartagine dal re vandalo Unerico nel 484; Dalmazio, come tutti gli altri vescovi cattolici africani, fu condannato all'esilio in Corsica.
Colonico, episcopus Tinistensis, attribuito da Morcelli a questa sede, appartiene invece, secondo Mesnage e Jaubert, alla diocesi di Tinista.
Dal 1933 Tinisa di Proconsolare è annoverata tra le sedi vescovili titolari della Chiesa cattolica; dal 5 aprile 2018 il vescovo titolare è Marc Vincent Trudeau, vescovo ausiliare di Los Angeles.

## Cronotassi

### Vescovi
- Venanzio † (menzionato nel 256)
- Valerio † (prima del 401 ? - dopo il 411)
- Dalmazio † (menzionato nel 484)

### Vescovi titolari
- Gerald Moverley † (6 dicembre 1967 - 30 maggio 1980 nominato vescovo di Hallam)
- Francis George Adeodatus Micallef, O.C.D. † (5 novembre 1981 - 3 gennaio 2018 deceduto)
- Marc Vincent Trudeau, dal 5 aprile 2018